# Más Para Dar
Más Para Dar es el álbum de estudio número 32 de la cantante puertorriqueña Yolandita Monge luego de cuatro años de ausencia del escenario musical.  La fecha de lanzamiento fue el 13 de noviembre de 2012 y marca la primera ocasión en que la cantante presenta un trabajo discográfico en un sello independiente, Roma Entertainment.  Yolandita compuso las nueve canciones del álbum junto a José Luis Pagán, el productor musical. Yolandita no componía canciones para su grabación desde Laberinto De Amor en 1987.  Las letras y arreglos musicales continúan la línea de las producciones Demasiado Fuerte y Mala.  El álbum fue editado en CD y en formato digital en iTunes y Amazon.

## Listado de Canciones
| N.º | Título                           | Compositores:                    | Duración |  |
| 1.  | «Ahora Vivo Sin Tu Amor»         | Yolandita Monge, José Luis Pagán | 3:09     |  |
| 2.  | «Vivo Por Ti»                    | Yolandita Monge, José Luis Pagán | 4:06     |  |
| 3.  | «Desde Que Te Perdí»             | Yolandita Monge, José Luis Pagán | 3:36     |  |
| 4.  | «Y Aquí Me Ves De Pie»           | Yolandita Monge, José Luis Pagán | 3:20     |  |
| 5.  | «Verás Dolor»                    | Yolandita Monge, José Luis Pagán | 3:51     |  |
| 6.  | «Más Para Dar»                   | Yolandita Monge, José Luis Pagán | 3:50     |  |
| 7.  | «Vivo Por Ti (Versión Acústica)» | Yolandita Monge, José Luis Pagán | 3:36     |  |
| 8.  | «Hoy No Será Un Día Más»         | Yolandita Monge, José Luis Pagán | 3:37     |  |
| 9.  | «No Más Pena»                    | Yolandita Monge, José Luis Pagán | 3:46     |  |
| 10. | «Eres Tú»                        | Yolandita Monge, José Luis Pagán | 3:46     |  |

## Charts
| Chart                      | Peak position |
| -------------------------- | ------------- |
| Billboard Top Latin Albums | 2             |
| Billboard Latin Pop Albums | 1             |

## Personnel
- Vocals: Yolandita Monge[2]
- Keyboards: José Luis Pagán
- Bass: Victor Sierra
- Guitar: José Luis Pagán
- Drums: Paul Vottler, Hernan Marchesi
- Percussion: Daniel Rotundo

### Production
- Producer: José Luis Pagán
- Mastering: Sound Nuts Studios by Diego Acosta
- Recorded and Mixed: Ultra Pop Studios, Sound Nuts Studios by José Luis Pagán and Diego Acosta
- Photography and graphic designs: Eric Stella
- Stylist: Mayra Moreno
- Makeup: Mayra Moreno